# Кодек
Кодек (енгл. codec) је скраћеница од кодер-декодер или компресор-декомпресор, а односи се на хардверски уређај за кодирање видео или аудио сигнала или на софтверски модул са истом функцијом

## Настанак
Некомпресовани видео или аудио садржај тражи велику количину простора. Често га због тога није могуће сачувати на доступне медије (пре свега преносне) или у прихватљивом времену пренети преко мрежних ресурса. Потребно га је на неки начин сажети како би заузимао мање простора односно захтевао мању пропусност. Ту функцију компресовања видео или аудио садржаја врши кодек.
На пример, некомпресовани 4:3 видео-сигнал величине 720x576 пиксел, а у формату 4:2:2 са 8 бит, а по узорку захтева пропусност од 216 Мбпс што би за два сата видео-записа значило капацитет од 181 GB. С обзиром да двослојни ДВД има капацитет од 9.4 GB јасно је да видео (и аудио садржај) без компресије не можемо сачувати на ДВД-у.
Што се звука тиче, некомпресовани аудио-запису у ЦД квалитету (44.1kHz, 16 бита, стерео) тражи 1.411 кбпс, односно капацитет од
~ 10.1 МБ / минути. За просечну песму трајања 4 минута, то износи ~ 40.5 МБ. Уколико исти запис скратимо користећи пример популарни МП3 формат с пропушноћу 256 кбпс, биће велик само 7.2 МБ што је пуно погодније за складиштење на преносне медије (ЦД, ДВД, преносну меморију, односно преносне уређаје ) или пренос преко Интернет-а.
Овакво сажимање зове се компресија са губитком с обзиром да неповратно одбацујемо део информација за које процењујемо да су редундантне. Сажимањем с губицима губимо на квалитет записа и он никад није тако вредан као оригинал. Након сажимања запис више не можемо вратити у оригинални облик. Сваким даљим сажимањем с губицима квалитет експоненцијално пада (проблем познат каокаскадирање кодека).
За разлику од сажимања са губицима постоји и компресија без губитка код којег задржавамо квалитет оригналног записа, будући да не одбацујемо информације него их само чувамо на начин да заузимају мање простора. Ово сажимање је мање ефикасно од сажимања са губицима, а постоји и проблем неодређености коначне величине записа.

## Популарни аудио-кодеци
- MP3
- Real Audio
- Windows Media Studio
- ATRAC
- AC3
- ААЦ
- AacPlus
- Ogg vorbis
- Flac (lossless)

## Популарни видео-кодеци
- MPEG-1
- MPEG-2 standard (садржи више профила)
- MPEG-4 standard (садржи више кодека)
- DivX
- XviD
- Real Video
- Windows Media Video
- QuickTime
- H.261
- H.263
- H.264 (AVC)
- Ogg Theora